# Heliconius hortense
Heliconius hortense is een vlinder uit de familie Nymphalidae. De wetenschappelijke naam van de soort is voor het eerst geldig gepubliceerd in 1844 door Félix Édouard Guérin-Méneville.

## Kenmerken
Deze soort kent betrekkelijk weinig kleurvarianten. De verschillen beperken zich tot de afmetingen van de gele vlekken op de voorvleugels. De spanwijdte bedraagt ongeveer 7 cm.

## Verspreiding en leefgebied
Deze vlindersoort komt voor van Honduras tot Ecuador.

## Waardplanten
De waardplanten zijn planten van de soort Passiflora laurifolia.